# Giuseppe Maria Tomasi
Giuseppe Maria Tomasi, en castellano José María Tomasi (Licata, 12 de septiembre de 1649 - Roma, 1 de enero de 1715), fue religioso y santo italiano.
Nació en Sicilia en el seno de una familia noble: los duques de Palma di Montechiaro y príncipes de Lampedusa, la misma a la que perteneció Giuseppe Tomasi di Lampedusa, autor de El gatopardo. Fue un religioso teatino italiano, reformador, y Cardenal. Fue beatificado por el Papa Pío VII en 1803, y fue canonizado por el Papa Juan Pablo II en 1986.

## Vida
Su vida estuvo siempre orientada hacia Dios desde sus primeros años. Formado y educado en un hogar paternal, parte de la nobleza, donde no faltó la riqueza ni la virtud, dio pruebas de un espíritu muy abierto para el estudio y la piedad. Sus padres siempre procuraron instruirlo adecuadamente, así como se preocuparon con gran diligencia por su formación cristiana y su enseñanza en las lenguas clásicas y modernas, sobre todo en el idioma español, porque estaba destinado por la familia para la corte de Madrid, ya que fue obligado a heredar de su propio padre, por sus propios títulos nobles, el de "Grande de España".
Sin embargo, su propio espíritu aspiraba, incluso de joven, a ser pequeño en el Reino de Dios, y no servir a los reyes de la tierra, sino que al Rey de los Cielos. Cultivó su deseo piadoso en su corazón hasta que obtuvo el consentimiento de su padre para seguir su vocación a la vida religiosa.
Después de haber renunciado, por medio de un documento notarial, al Principado que le pertenecía por herencia, y a su patrimonio, fue admitido en la Orden de los Clérigos Regulares Teatinos, fundada por san Cayetano de Thiene en 1524. Hizo su profesión religiosa en la casa teatina de San José, en Palermo, el 25 de marzo de 1666. Estudió filosofía, primero en Mesina, y, más tarde, debido a la mala salud, en Ferrara y Módena, y teología en Roma y Palermo. Fue ordenado sacerdote el día de Navidad de 1673. Para un amplio conocimiento del griego, unió el estudio a otras lenguas, como el etíope, árabe, sirio, caldeo y hebreo, logrando la conversión al catolicismo de su maestro de hebreo, que era un rabino judío. Desde el Salterio en idiomas diferentes, recogió los títulos de los Salmos. Se dedicó al estudio de la Escritura y los Padres de la Iglesia. Buscando en las principales bibliotecas, archivos y monumentos, volvió sobre la disciplina eclesiástica antigua y la Sagrada Liturgia.
Impulsado por su amor particular por los documentos antiguos de la Iglesia y por su significado, consideró que una buena parte de su perfección religiosa consistía en dedicarse, con el espíritu de fe, a la publicación de libros litúrgicos raros de los antiguos textos de la sagrada Liturgia, que hasta entonces había estado oculto en las bibliotecas.

## Reformador
Los esfuerzos de Tomasi por la reforma fueron dirigidos no a la introducción de novedades, sino a la restauración y mantenimiento de la tradición eclesiástica. No siempre fue apoyado y a veces fue reprendido por su celo. El Papa Inocencio XII le hizo examinador de los obispos y del clero en general. El Papa Clemente XI, para quien sirvió como confesor, lo nombró consultor de la Orden de los Teatinos, teólogo de la "Congregatio super Disciplina regulari" y otras congregaciones, consultor de la Congregación de Ritos e indulgencias, y calificador de la Santa Oficina. El mismo Papa lo nombró cardenal sacerdote del título de S. Martino ai Monti y le obligó a aceptar el honor, invocando el voto de obediencia, pese a su rechazo en primera instancia.
Enseñó el catecismo de la Iglesia a los hijos de los pobres en su iglesia titular. Introdujo el uso de canto gregoriano en su iglesia. Su muerte, víctima de la malaria, fue llorada por todos, incluso por el Papa, que tanto admiraba su santidad. Un hombre de pocas palabras pero de gran santidad de vida.

## Obras
Sus numerosas publicaciones sobre temas litúrgicos, en los que la piedad se unió con la sabiduría, motivó los títulos que algunos de sus contemporáneos le dieron a él, como los de "el Príncipe de los liturgistas romanos" y de "Príncipe de los liturgistas", así como de "Doctor de la Liturgia".
En verdad, no pocas de las normas, establecidas por la autoridad de los Romanos Pontífices y de los documentos del Concilio Vaticano II están hoy en pleno uso en la Iglesia, propuestas y ardientemente deseadas por el Cardenal Tomasi, entre los que basta recordar:
La forma actual de la Liturgia de las Horas para la oración del Oficio Divino;
La distinción y el uso del Misal y del Leccionario en la celebración de la Santa Misa;
Algunas de las diversas normas contenidas en el Pontifical y Ritual Romanos;
El uso de la lengua vernácula, que él mismo recomienda en las devociones privadas y en las oraciones hechas en común por los fieles, todas destinadas a fomentar una participación más íntima y personal en la sagrada Liturgia.

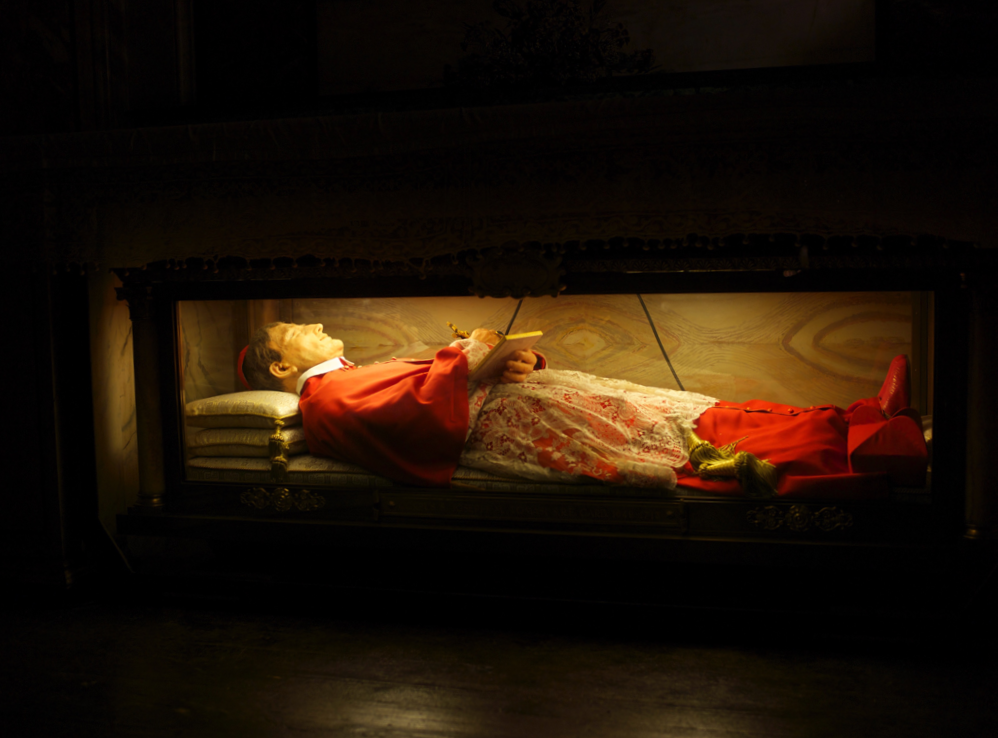
Cuerpo incorrupto de Tomasi

Sus obras, recogidas en el (Codici Tommasiani), publicadas principalmente sobre la base de antiguos códices del Vaticano y de la Biblioteca Vallicelliana y de la Biblioteca privada de Cristina de Suecia, fueron elogiados por las academias de Europa. Entre sus publicaciones figuran el "Codices sacramentorum nongentis annis antiquiores" (Roma, 1680), en parte transcrita por Mabillon en su "Liturgia Gallicana". Seguidamente, en orden de tiempo, fueron publicados: "Psalterium" (Rouse, 1683), de acuerdo con las ediciones romana y galicana, publicado bajo el nombre de Giuseppe Maria Caro. En este trabajo, Tomasi introduce simbologías tomadas de Orígenes († (Dagger) y * (Asterisco)), obsoletos desde hace nueve siglos.
Bajo el mismo nombre de pluma escribió "Responsalia et Antiphonaria Rom. Eccl.", (Roma, 1686); "Sacrorum Bibliorum Tituli, sive capitula" (Roma, 1688); "Antiqui libri Missarum Rom. Ecl." o "Antifonario del Papa San Gregorio", titulado "Comes", escrita por Alcuino a la orden de Carlomagno (Roma, 1691); "Officium Domicinae Passionis", usada por los griegos en el Oficio de Viernes Santo, traducido al latín (Roma, 1695).
Bajo su propio nombre, publicó "Speculum" (Roma, 1679); "E xercitium Fidei, Spei et Caritatis" (Roma, 1683); "Breviarium psalterii" (Roma, 1683); "Vera norma di glorificar Dio" (Rome, 1687); "Fermentum" (Roma, 1688); "Psalterium cum canticis" (Roma, 1697); "Indiculus institutionum theologicarum veterum Patrum" (3 vols., Roma, 1709, 1710, 1712); y una exposición de la teoría teológica y práctica, derivado de fuentes patrísticas originales.
Tommasi también escribió numerosos opúsculos, los últimos cuatro publicados por G. Mercati (Roma, 1905). En 1753, Antonio Francesco Vezzosi publicó sus obras en once volúmenes.